# Prix Oskar Kokoschka

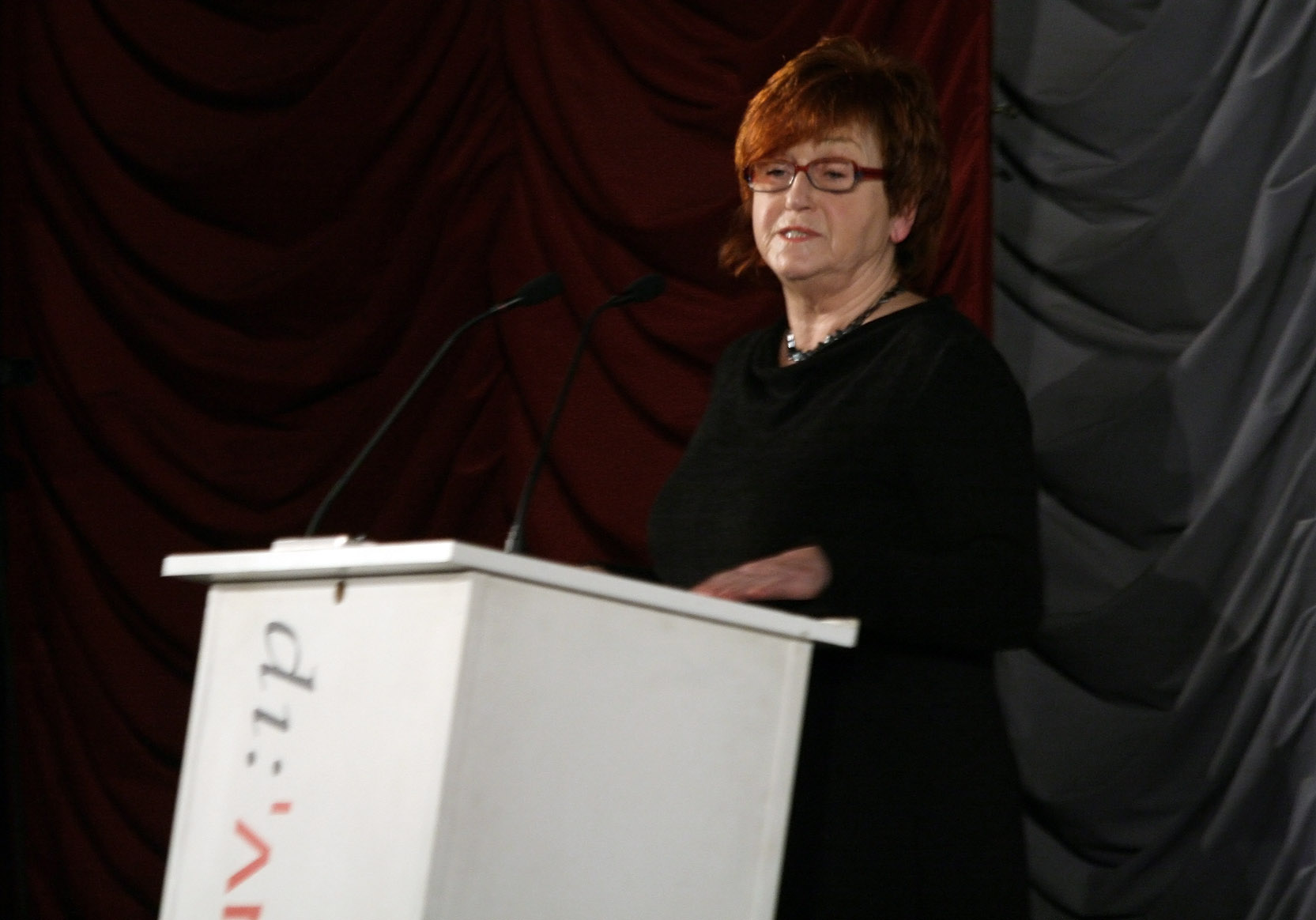
Valie Export, lauréate en 2000, prononce l'éloge de Yoko Ono (2012).

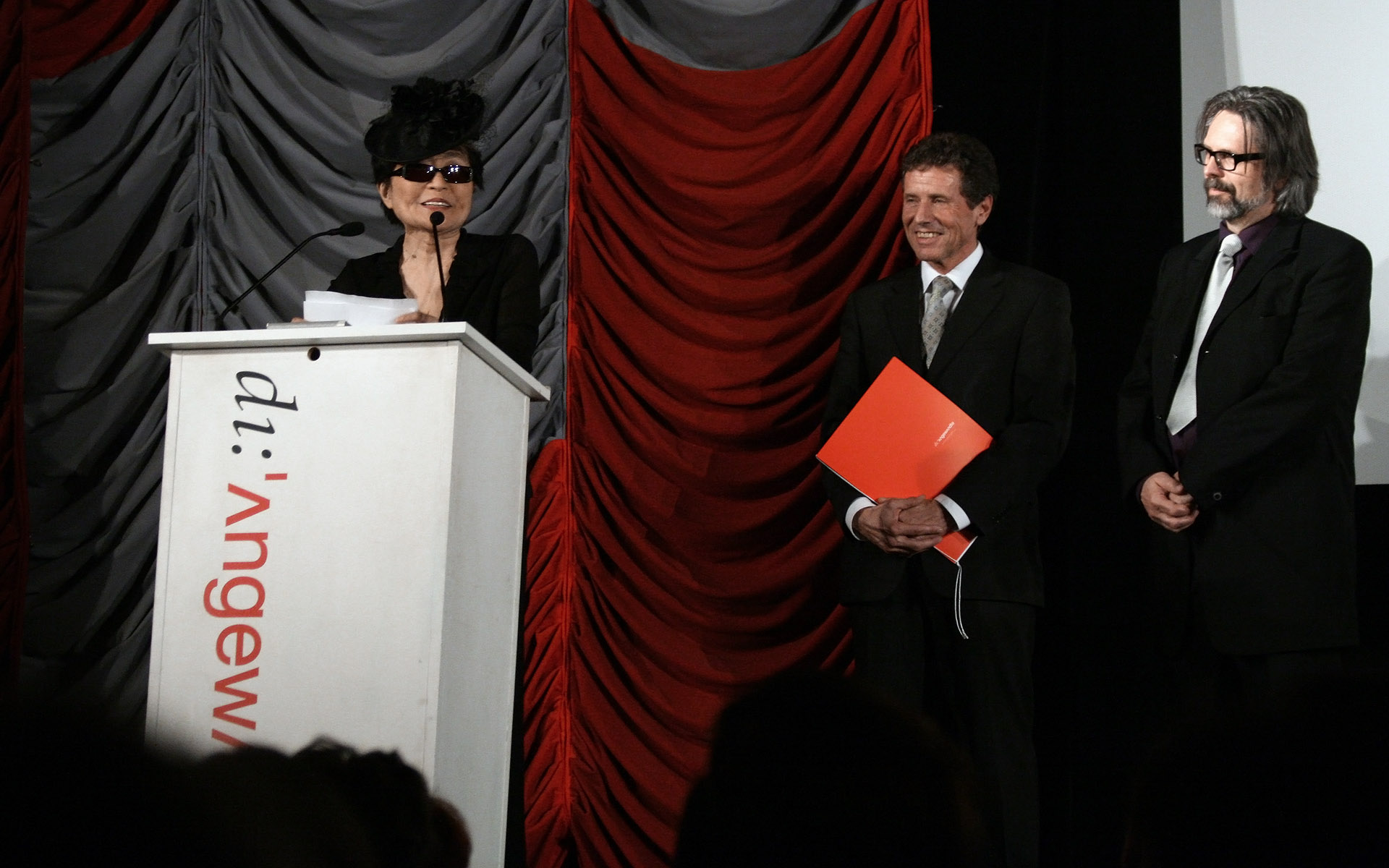
Yoko Ono, lauréate 2012, avec le recteur Gerald Bast et le ministre Karlheinz Töchterle.

Le prix Oskar Kokoschka est une récompense artistique attribuée tous les deux ans depuis 1980 par le gouvernement autrichien, le 1er mars, jour anniversaire de la naissance d'Oskar Kokoschka  (1886-1980).

## Présentation
Le prix récompense une prestation exceptionnelle dans le domaine des arts visuels.
Le porte-parole du jury est le recteur de l'université des arts appliqués de Vienne. Le lauréat perçoit 20 000 euros.
Dans les années 1960, un prix Oskar Kokoschka était attribué par la ville de Salzbourg.

## Lauréats depuis 1980
- 1981 Hans Hartung
- 1983 Mario Merz
- 1985 Gerhard Richter
- 1986 Siegfried Anzinger
- 1987 Richard Artschwager
- 1990 le peintre de Gugging
- 1992 Agnes Martin
- 1994 Jannis Kounellis
- 1996 John Baldessari
- 1998 Maria Lassnig
- 2000 Valie Export
- 2002 Ilya et Emilia Kabakov[1]
- 2004 Günter Brus
- 2006 Martha Rosler
- 2008 William Kentridge[2],[3]
- 2010 Raymond Pettibon[4]
- 2012 Yoko Ono[5]
- 2014 Peter Weibel
- 2018 Martha Jungwirth

## Prix Oskar Kokoschka de la ville de Salzbourg
- 1961 Linde Waber[6]
- 1961 Gernot Rumpf[7]